# حزب کمونیست برزیل
حزب کمونیست برزیل (Partido Comunista do Brasil) حزبی کمونیست در برزیل است.
حزب در سال ۱۹۲۲ ایجاد شد.
رییس حزب José Renato Rabelo است.
حزب Vermelho را منتشر می‌کند.
شاخه جوانان حزب União da Juventude Socialista است.
در انتخابات مجلس ۲۰۰۲ حزب ۱٬۹۶۷٬۸۳۳ رای (۲٫۲٪، ۱۲ کرسی) دریافت کرد.